# Jennifer Bendery
Jennifer Lee Bendery (1974) es una periodista política estadounidense que ha centrado su enfoque en Capitol Hill, con especial atención a la cobertura de la política de EE. UU. con respecto a las mujeres y las minorías, en particular la Ley de Savanna y la Ley de violencia contra las mujeres.

## Carrera profesional
Entre 1996 y 1998, Bendery fue reportera de cuestiones relativas a la atención médica para el grupo de comunicaciones de Manisses en Providence, Rhode Island. De 1999 a 2002, fue directora de marketing/promociones en San Francisco para Jossey-Bass/John Wiley & Sons (serie de libros sobre religión y organizaciones sin ánimo de lucro). 
De 2003 a 2007, se ocupó de cubrir la Legislatura de Texas para GalleryWatch, Austin Bureau. Durante ese período, en 2005, Bendery hizo un master en literatura inglesa en la Universidad Estatal de San Francisco. 
De 2007 a 2011, fue reportera del personal del Congreso y de la Casa Blanca para Roll Call. Desde 2011, Bendery ha escrito para el HuffPost, donde desde abril de 2021 es reportera política sénior.

## Artículos seleccionados
- El 29 de enero de 2020, Bendery escribió un artículo en el HuffPost que incluía una lista de miembros de la Cámara y el Senado de los EE.UU. que habían dado positivo por COVID-19.[4]
- El 20 de abril de 2021, Bendery publicó en el HuffPost que el congresista Jeff Fortenberry había hecho llamadas de emergencia a la Policía del Capitolio de EE.UU. para comprobar su tiempo de respuesta. Ello despertó la ira del personal de la Policía del Capitolio.[5]

## Afiliaciones Profesionales
- Presidente, Washington Press Club Foundation. Bendery ha sido miembro de la fundación durante nueve años y siete meses (desde septiembre de 2013). Antes de su puesto actual como presidenta, se desempeñó como copresidenta del comité de cena del Congreso durante dos años y como vicepresidenta durante dos años.

## Familia
Bendery, a través de su madre, Margaret Bendery (de soltera Margaret Whitcomb), es sobrina del periodista Robert Bassett Whitcomb, Jr. (nacido en 1947) de The Providence Journal.